# Luci Elià Rosci (cònsol l'any 100)
Luci Elià Rosci (en llatí Lucius Aelianus Roscius) va ser un magistrat romà que va viure als segles I i II. Formava part de la gens Ròscia, una antiga gens romana d'origen plebeu. Probablement era fill de Marcus Roscius Coelius, legat de la Legió XX Valèria Victrix, estacionada a la província romana de Britànnia.
Va ser cònsol sufecte l'any 100. Els Fasti el mencionen.